# Wiktor Kołotow
Wiktor Mychajłowycz Kołotow, ukr. Віктор Михайлович Колотов, ros. Виктор Михаилович Колотов, Wiktor Michaiłowicz Kołotow (ur. 3 lipca 1949 we wsi Judino w Tatarskiej Autonomicznej SRR, Rosyjska FSRR, zm. 3 stycznia 2000 w Kijowie) – ukraiński piłkarz pochodzenia rosyjskiego, grający na pozycji pomocnika, reprezentant Związku Radzieckiego, olimpijczyk, trener piłkarski.

## Kariera piłkarska

### Kariera klubowa
Rozpoczynał karierę piłkarską w miejscowej drużynie Lokomotiw Judino. Jako 18-latek już występował w zespole Czajka Zielonodolsk. Następnego roku krok do przodu - w zespole Trudowyje Rezerwy Kazań, a od 1969 w Rubin Kazań. Utalentowanego młodego piłkarza zauważyli selekcjonerzy grandów radzieckiej piłki nożnej. Wiktor Kołotow podpisał dwa podania o przejście do Torpeda Moskwa oraz Dynama Kijów. W tamtych komunistycznych czasach był to precedens. Zdyskwalifikowany na rok, dopiero w 1971 zadebiutował w pierwszym składzie Dynama. Swoją grą zasłużył na awans na kapitana drużyny. Z Dynamem zdobywał swoje największe sukcesy. Karierę zakończył w 1981.

### Kariera reprezentacyjna
W latach 1970–1978 wystąpił w 54 meczach radzieckiej reprezentacji, strzelając 22 bramki. Dwukrotnie zdobywał brązowy medal igrzysk olimpijskich - w 1972 w Monachium i w 1976 w Montrealu. Grał na mistrzostwach Europy w 1972, na których radziecka drużyna zajęła drugie miejsce.

## Kariera trenerska
Po zakończeniu kariery piłkarskiej najpierw był w latach 1984–1992 asystentem trenera Dynama Kijów. Potem trenował kluby: Borysfen Boryspol i Prykarpattia Iwano-Frankiwsk. W latach 1995–1996 oraz 1998–1999 był trenerem olimpijskiej reprezentacji Ukrainy.

## Sukcesy i odznaczenia

### Sukcesy klubowe
- mistrz ZSRR (6x): 1971, 1974, 1975, 1977, 1980, 1981
- wicemistrz ZSRR: 1972, 1973, 1976 (j), 1978
- brązowy medalista Mistrzostw ZSRR: 1979
- zdobywca Pucharu ZSRR: 1974, 1978
- zdobywca Pucharu Zdobywców Pucharów: 1975
- zdobywca Superpucharu Europy: 1975

### Sukcesy reprezentacyjne
- wicemistrz Europy: 1972
- brązowy medalista Letnich Igrzysk Olimpijskich: 1972
- brązowy medalista Letnich Igrzysk Olimpijskich: 1976

### Sukcesy indywidualne
- 7-krotnie wybrany do listy 33 najlepszych piłkarzy ZSRR:
  - Nr 1: 1971, 1972, 1974, 1975, 1976
  - Nr 2: 1977
  - Nr 3: 1973
- najlepszy radziecki król strzelców w mistrzostwach Europy (w tym kwalifikacje) - 7 goli
- członek Klubu Grigorija Fiedotowa - 103 goli
- wybrany do symbolicznej reprezentacji Ukrainy XX wieku w plebiscycie gazety "Ukraiński futbol" w 2001[1].

### Odznaczenia
- tytuł Mistrza Sportu ZSRR: 1971
- tytuł Mistrza Sportu Klasy Międzynarodowej: 1972
- tytuł Zasłużonego Mistrza Sportu ZSRR: 1975
- tytuł Zasłużonego Trenera Ukraińskiej SRR: 1986